# NGC 4425
NGC 4425 ist eine Linsenförmige Galaxie vom Hubble-Typ SB0/a im Sternbild Jungfrau nördlich der Ekliptik. Sie ist schätzungsweise 83 Millionen Lichtjahre von der Milchstraße entfernt und hat einen Durchmesser von etwa 70.000 Lichtjahren. Gemeinsam mit acht weiteren Galaxien bildet sie die NGC 4461-Gruppe (LGG 286) und unter der Katalognummer VCC 984 wird sie als Mitglied des Virgo-Galaxienhaufens aufgeführt. 

Im selben Himmelsareal befinden sich u. a. die Galaxien NGC 4407, NGC 4438, IC 3349, IC 3363.
Das Objekt wurde am 17. April 1784 von William Herschel entdeckt.